# Super Freak
Singles de Rick James
Give It To Me Baby (en) Ghetto Life
Super Freak est une chanson produite et chantée par Rick James en 1981, pour le label Motown. La chanson a d’abord été dans son cinquième album Street Songs.

## Autres usages
Le gimmick principal de la chanson apparaît plus tard dans U Can’t Touch This de MC Hammer. On retrouve également un sample de Super Freak sur l’album Kingdom Come de Jay-Z, dans le morceau du même nom. En 2001, Da Muttz utilise le sample de cette chanson pour son Wassuup!. Le groupe de thrash metal Mordred a également repris le morceau sur son album Fool's Game.
En 2006, le rappeur français Disiz La Peste publie le single Ultra Bogoss, qui en reprend le motif principal.

### Cinéma
- Doctor Detroit (version instrumentale)
- Batman, le défi (version instrumentale)
- Garage Days
- American Dreamz
- Little Miss Sunshine
- Transformers 2 : La Revanche
- L'un dans l'autre
- Suicide Squad
- Bohemian Rhapsody (film).

### Autre
La chanson fait partie de la bande originale du jeu vidéo Scarface: The World is Yours.
Dans la série télévisée Les Simpson, Bart Simpson interprète « J’ai rien fait » (saison 5, épisode 12 : « Bart devient célèbre »).
On entend ce titre dans le film Bohemian Rhapsody (2018) lors de la fête donnée par Freddie Mercury dans sa nouvelle maison à Londres.
En 2022, la chanteuse Nicki Minaj l'a aussi reprise. Le groupe Duran Duran inclut une reprise de la chanson sur son album Danse Macabre (2023).
Ce titre apparaît également dans le film Little Miss Sunshine (2006) lors de la dernière épreuve du concours de beauté d'Olive où celle ci dansera. 
C’est aussi le theme de Secret story saison 1 a 10.